# K-pop

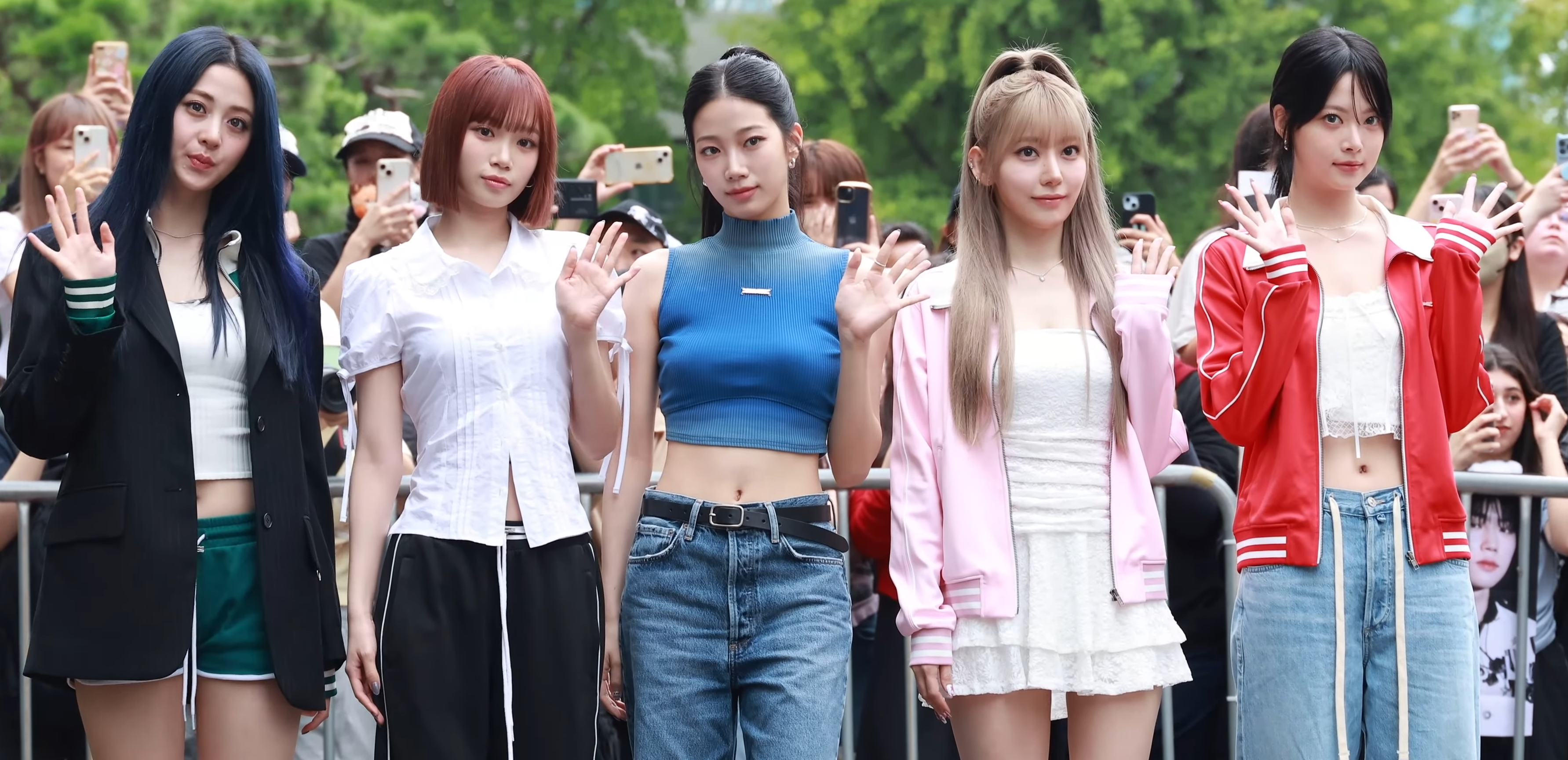
LE SSERAFIM is een groep in de nieuwe K-pop-artiestengeneratie (van links naar rechts: Yunjin, Chaewon, Kazuha, Sakura, Eunchae)

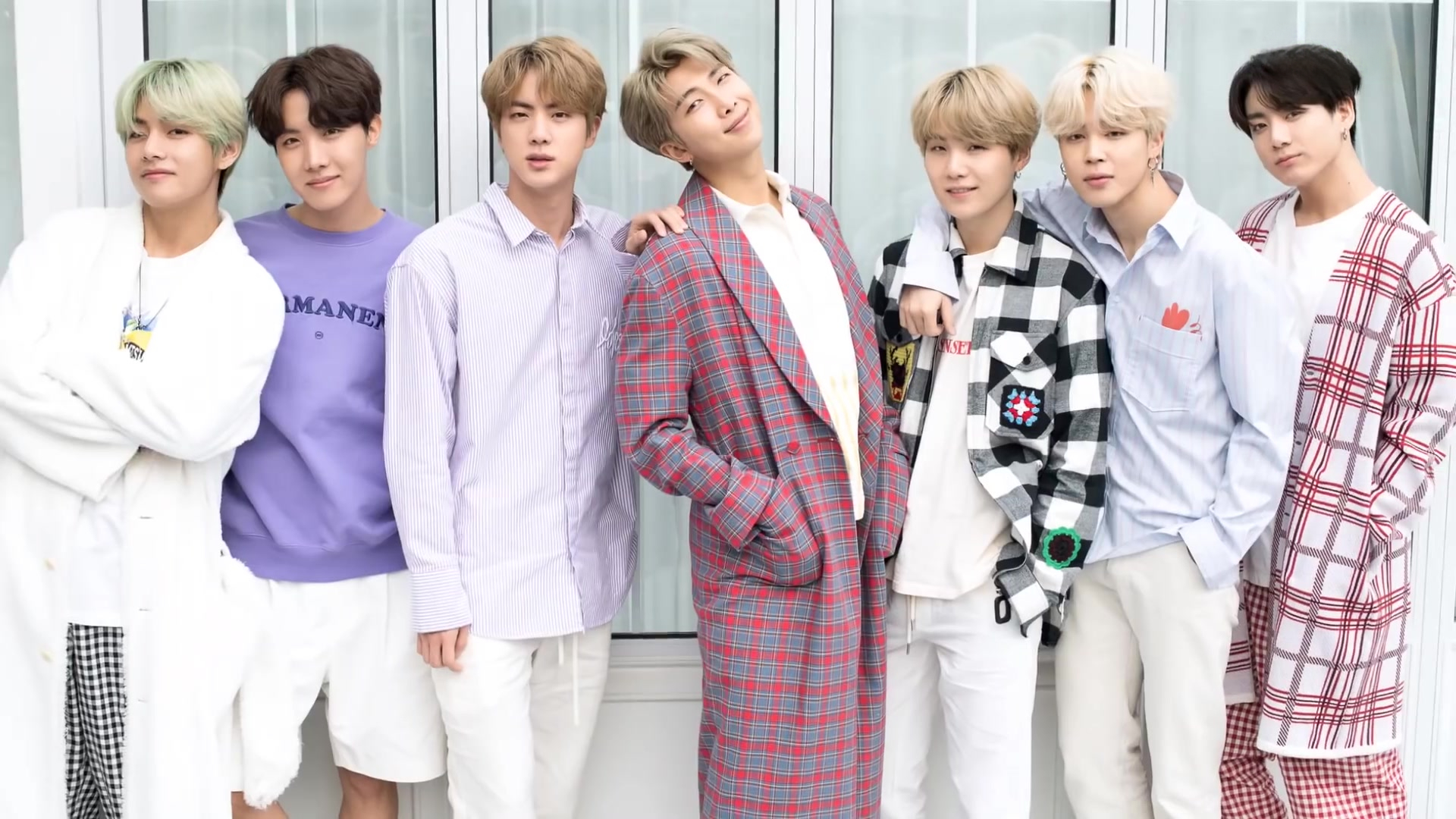
BTS (van links naar rechts: V, J-Hope, Jin, RM, Suga, Jimin, Jungkook)

K-pop (afkorting voor Koreaanse pop(muziek)) is een muziekgenre uit Zuid-Korea, dat uit een mix van verschillende muziekstijlen bestaat, zoals hiphop- en popmuziek. Daarnaast is K-pop ook een subcultuur. Een van de artiesten die vaak genoemd worden vanwege het internationaal op de kaart zetten van K-pop, is PSY. Met Gangnam Style had hij in 2012 een grote hit. In 2017 werd de boyband BTS wereldwijd populair.
K-popgroepen zijn vaak een boyband of girlband. Wanneer artiesten of bands nieuw werk uitbrengen, wordt er steeds gesproken van een comeback. Ook wanneer de artiesten of bands nooit gestopt of uit de schijnwerpers verdwenen zijn en er dus geen sprake is van een comeback in traditionele zin. Dit is typerend voor K-pop.

## Geschiedenis

### Seo Taiji and Boys
Het ontstaan van K-pop kan herleid worden naar de hiphopgroep Seo Taiji and Boys, die in 1992 debuteerden tijdens een talentenshow op de Zuid-Koreaanse televisie. Seo Taiji and Boys vormde een contrast met de toen heersende norm van ballades en nationalistische nummers. Seo Taiji and Boys combineerde rap met Koreaanse teksten, aangevuld met verschillende andere muziekstijlen en een boodschap voor het Zuid-Koreaanse publiek, ondersteund door een hiphopdanschoreografie, onconventionele wijde broeken, zonnebrillen en petten. Hun provocerende houding leverde hen populariteit op bij de jeugd in Zuid-Korea en Seo Taiji and Boys baande een weg voor de Zuid-Koreaanse popidolen van de toekomst – maar niet zonder slag of stoot. Toen het nummer Sidaeyugam (Regret of the Times) op hun vierde album werd afgekeurd op basis van de censuurwet – vanwege vermeende respectloze teksten over de oudere generatie – gingen fans massaal in protest. Door het protest van fans werd het publieke debat aangewakkerd en werd de wet herzien. In 1996 werd Sidaeyugam toch uitgebracht als single.

### 2009: YouTube en Twitter
Pas met de komst van YouTube en Twitter heeft K-pop de kans gekregen om fans te vergaren buiten Azië. SM Entertainment, een van de grootste labels in Zuid-Korea, maakte in 2009 een YouTube-kanaal aan waar muziekvideo's, concerten en andere publieke verschijningen van de artiesten onder hun label bekeken konden worden. In 2009 bereikte de hit Nobody van de meidengroep Wonder Girls de 76e plaats op de Amerikaanse Billboard Hot 100 en was daarmee de eerste K-popartiest die in de Billboard Hot 100 stond.

### 2011: het jaar van erkenning
2011 was het jaar dat het K-popgenre erkenning kreeg. In december 2011 werd K-pop als genre toegevoegd op de muziekpagina van YouTube. Billboard voegde in augustus 2011 een aparte hitlijst voor K-pop toe, getiteld 'K-Pop Hot 100'. In november won de boyband Big Bang de MTV Europe Music Awards' Best Worldwide Act-award. Daarnaast was het album Tonight van Big Bang het eerste K-popalbum dat in de top 10 van de Amerikaanse iTunes-hitlijst stond en het enige niet-Engelstalige album in de top 100.
In Europa bleek er ook belangstelling voor K-pop te zijn. In mei 2011 organiseerde SM Entertainment onder de naam SM Town Live een concert in Parijs waar vijf populaire K-popgroepen van dit label voor het eerst in Europa zouden optreden. Het concert was binnen 15 minuten uitverkocht. Honderden Franse fans gingen in protest en organiseerden een flashmob waarbij ze voor het Louvre massaal een dans deden. Dit genereerde veel aandacht, met als gevolg dat er een tweede concert georganiseerd werd. Door het gebruik van nieuwe media zoals Facebook en K-popkanalen op YouTube werden fans gemobiliseerd en werd hun gevraagd dit evenement te promoten. Dit is een goed voorbeeld van de werking van de online K-popfandoms. Activistisch gedrag van fans vormen een onderdeel van de K-popindustrie.
In maart 2012 werd de videoclip Mr. Simple van Super Junior meer dan  40 miljoen op YouTube bekeken en het was daarmee de eerste K-popboyband die zoveel views genereerde.

## Kritiek
In 2019 overleden drie K-popsterren in korte tijd, waarschijnlijk door zelfdoding. Volgens critici is dit het gevolg van een zeer competitieve 
industrie en worden aankomende talenten onder ernstige mentale druk gezet. Ook zou er sprake zijn van seksueel misbruik.

## Lijst van K-popartiesten
Dit is een lijst van K-popartiesten en -bands met een artikel op Wikipedia.
- Aespa
- AOA
- Ateez
- BAE173
- Blackpink
- BTS
- ENHYPEN
- Everglow
- EXO
- Got7
- Hotshot
- Itzy
- Mamamoo
- Monsta X
- NCT
- NewJeans
- PSY
- Red Velvet
- Seventeen
- Stray Kids
- Super Junior
- Twice
- TXT
- (G)I-dle